# Белов, Сергей Андреевич (хоккеист)
Сергей Андреевич Белов (род. 24 августа 1993, Москва) — российский хоккеист, вратарь.

## Биография
На юношеском уровне выступал за московские «Спартак» (2003—2008), ЦСКА (2009—2010) и «Атлант» Мытищи (2010—2011).
В МХЛ-Б играл за команды «Балтика» Вильнюс (2011/12), «Молния» Рязань (2012/13, 2013/14). В ВХЛ выступал за ХК «Рязань» (2013/14, 2014/15 — 2016/17, 2018/19), «Сокол» Красноярск (2017/18). В феврале 2015 года трижды попадал в заявку клуба КХЛ «Локомотив» Ярославль, но на площадку не выходил. С 2019 года не играл из-за травм. В сентябре 2020 года перешёл в немецкий клуб «Крефельд Пингвин».
Победитель Универсиады 2015 года в Испании.